# AAPG Explorer
AAPG Explorer («Геологоразведчик AAPG») — ежемесячный научно-популярный журнал (формата таблоид) Американской ассоциации геологов-нефтяников (AAPG), в котором освещаются новости, события и истории представляющие интерес для геологов и технологов нефти и газа. Он распространяеся среди всех членов AAPG, публикует рекламу и объявления о работе.

## Описание
Содержание журнала охватывает весь диапазон интересов по энергетике, с упором на разведку углеводородов и горючих полезных ископаемых.
В журнал включены последние новости, особенности, профили личностей отрасли, колонки комментариев и информация об ассоциации.
Журнал распространяется среди более 42 тысяч членов ассоциации и других подписчиков в 129 странах, реклама помогает финансировать издание.